# Бжезіна (Стшелецький повіт)
Бжезіна (пол. Brzezina) — село в Польщі, у гміні Стшельці-Опольські Стшелецького повіту Опольського воєводства.
Населення — 141 особа (2011).
У 1975-1998 роках село належало до Опольського воєводства.

## Демографія
Демографічна структура станом на 31 березня 2011 року:
|          | Загалом | Допрацездатний вік | Працездатний вік | Постпрацездатний вік |
| -------- | ------- | ------------------ | ---------------- | -------------------- |
| Чоловіки | 63      | 5                  | 51               | 7                    |
| Жінки    | 78      | 15                 | 43               | 20                   |
| Разом    | 141     | 20                 | 94               | 27                   |